# Новоіванівка (Сіверськодонецький район)
Новоіва́нівка — село в Україні, у Попаснянській міській громаді Сіверськодонецького району Луганської області. Населення становить 807 осіб.

## Історія
У зв'язку із заселенням правого берега Донця, роздача державних земель тут розпочалася ще з 1764 року. Під час російсько-турецької війни заселення та роздача земель були припинені.
З середини 70-х почалося швидке заселення цього регіону. За десятиліття у повітах було роздано понад 1,5 млн десятин землі, про що свідчать такі дані:
«Залучаючи сюди робочу силу, власники земель сприяли заселенню краю. В результаті за три роки з 1772 по 1775 населення Бахмутської провінції зросло на 7 835 чоловік обох статей і у 1775 склало 50 845 жителів. Серед них було 16 757 державних селян і 18 889 поміщицьких.
На той час поповнилися мешканцями поселення, що вже існували та виникли нові. Серед них: Новосілки підполковника Депрерадовича, Валок майора Давидовича, Резанське (Резанцеве) поручика Драгомировича, Філатівка (Фугарівка) капітана Фугарова, Вовчеярське прем'єр-майора Павлова, Перещепине аудитора Кудрицького, Череванівка та Голубовка підполковника Голуба, Гаркове прем'єр-майора Станковича, Установка поручника Тошковича, Гірки (Гірське) підпоручика Перича тощо.»
1784 року за даними експлікації Бахмутської провінції у Перещепиному аудитора Кудрицького було: 9500 десятин орної землі, 354 неорної землі, 1200 квадратних сажень, 64 чоловіка та 57 жінок.
Згідно з Розкладом чиновних осіб від 1785 року, у Бахмутського повітському суді Павло Кудрицький працював на посаді — секретар губернський.
1789 року за даними пояснення Бахмутського повіту у Перещепиному аудитора Кудрицького було: 1500 десятин орної землі, 352 неорної, 67 чоловіків та 57 жінок.
Згідно з Атласом Катеринославського намісництва від 1795 року, у Перещепино, що у підданні малороського поміщика пана титулярного радника Павла Васильєва Кудрицького, був ставок, млин, винокурня та піддані на ріллю.
За даними 1859 року тут існувало чотири поселення:
- Новоіванівка, панське село, над Біленькою, 14 господ, 114 осіб;
- Червонівка, панське село, над Біленькою, 17 господ, 176 осіб;
- Персія, панське село, над урочищем Бондарним, 13 господа, 110 осіб;
- Перешипна (Лоскутівка), панське село, над ставком, 9 господ, 105 осіб.[3]

Село постраждало внаслідок геноциду українського народу, вчиненого урядом СССР у 1932—1933 роках, кількість встановлених жертв — 137 людей.

## Населення
За даними перепису 2001 року населення села становило 807 осіб, з них 71,75 % зазначили рідною українську мову, а 28,25 % — російську.